# Costanza Morosini
Costanza Morosini († 1380 in Venedig) war durch die Ehe mit dem venezianischen Dogen Andrea Contarini, der im Jahr 1368 dieses höchste Staatsamt übernahm und es bis zu seinem Tod im Jahr 1382 innehatte, von 1368 bis 1380 Dogaressa der Republik Venedig. Als sie das Amt übernahm, war sie in den 30ern; sie war seit einem Jahrhundert die erste Dogaressa, die im Amt starb.
Aus dem Testament, das Andrea Contarini auf seinem Sterbebett dem Notar und Großkanzler Rafaino de’ Caresini diktierte, geht hervor, dass seine Frau Costanza Morosini zwei Jahre zuvor gestorben war, also im Jahr 1380. Die Namen eines vorehelichen Kindes namens Marino und von vier ehelichen Kindern sind überliefert. Costanza Morosini brachte zwei Jungen namens Paolo und Bertucci sowie zwei Mädchen, nämlich Antonia (sie heiratete Tommaso Giustiniani) und Contarina (die Maffeo Gradenigo heiratete), zur Welt. Dem letzteren, Maffeo Gradenigo, hatte der Doge bei Antritt seines Amtes die Verwaltung seines persönlichen Besitzes übertragen, denn den Dogen war es untersagt, Handelsgeschäfte zu treiben. Folgt man dem Genealogen Marco Barbaro, so gab es auch noch zwei weitere Söhne, nämlich Domenico und Francesco.
Wie üblich bei den Dogaresse, so wurde ihnen beim Umzug in den Dogenpalast ein aufwändiges Zeremoniell in Form eines feierlichen Einzuges auf dem Staatsschiff, dem Bucintoro, eingeräumt. In dem von Andrea Contarini 1368 bei Amtsübernahme beeideten Schriftstück, der Promissione ducale, die eine Reihe von Versprechen enthielt, an die sich der Doge zu halten hatte, hielt man es für nötig, zu wiederholen, dass die Dogaressa und ihre Kinder keine Geschenke annehmen durften. Taten sie es dennoch, wurden sie vom Dogen selbst gezwungen, sie innerhalb eines Jahres zurückzugeben. Außerdem durften weder der Doge noch die Dogaressa oder ihre Kinder Ländereien in den Gebieten von Treviso, Padua oder Ferrara oder sonstwo innerhalb des venezianischen Gebietes besitzen.
Als die Dogaressa 1380 starb, entstand offenbar eine unklare Situation, als kein Vorbild und keine Regelung bestand, wie eine solche Persönlichkeit beigesetzt werden sollte, wie der Chronist Agostino Agostini berichtet – bei ihren Nachfolgerinnen wurden die Regelungen immer umfangreicher. Diese Unklarheit hing damit zusammen, dass bereits seit mehr als einem Jahrhundert keine Dogaressa mehr während ihrer Amtszeit verstorben war. Da sich weder in den Büchern und Aufzeichnungen der Kanzlei noch in den Beschlüssen der Ratsgremien ein Hinweis fand, mussten die Gremien ein Ritual entwickeln. Dieses orientierte sich an dem Begräbnisritual der Dogen. So wurde Costanza Morosini Contarini in einem goldenen Mantel beigesetzt, also in dem Kleidungsstück, das sie in der Öffentlichkeit von Gesetz wegen zu tragen hatte. Alle Repräsentanten des Staates waren anwesend, außer dem erkrankten Dogen. Einige Familienmitglieder durften zwar anwesend sein, spielten im Ritual jedoch keinerlei Rolle. Eine der leitenden Ideen war wohl, die feierliche Zeremonie des Einzugs der Dogaressa zu Beginn ihres Amtes in umgekehrter Reihenfolge ablaufen zu lassen. Vor dem Hauptportal der Kirche, in der sie beigesetzt wurde, in San Zanipolo, wurde ihr Leichnam drei Mal in die Höhe gehoben. Wahrscheinlich erhielt sie als erste Frau Venedigs überhaupt eine feierliche Grabrede zugestanden.